# Laundry Service
Laundry Service (Servicio de Lavandería în lumea hispanofonă) este cel de-al cincilea material discografic de studio al interpretei columbiene Shakira.
În urma succesului înregistrat de Pies Descalzos și Dónde Están Los Ladrones? pe continentul american, Shakira a început înregistrările pentru primul său album în limba engleză, Laundry Sevice.  Acest lucru a fost decis în urma performanțelor notabile ale altor interpreți de muzică latino, cum ar fi Enrique Iglesias sau Ricky Martin, care s-au bucurtat de aprecieri la nivel mondial. Primul extras pe single în limba engleză a fost „Whenever, Wherever”, ce a devenit în scurt timp un șlagăr la nivel global, fiind cea mai cunoscută piesă a anului 2002. Cântecul a ocupat locul 1 în majoritatea clasamentelor din Europa și Oceania, în timp ce versiunea sa în limba spaniolă („Suerte”) a înregistrat vânzări notabile în țările din America Latină. Materialul pe care a fost inclusă compoziția, Laundry Service, a fost lansat la nivel internațional la doar câteva luni distanță, ocupând locul 3 în Billboard 200, cea mai bună clasare a unui disc al Shakirei în S.U.A.. La scurt timp a fost promovată balada „Underneath Your Clothes”, care a sporit numărul de unități comercializate ale albumului de proveniență, ocupând locul 1 în țări precum Australia sau Austria, regiuni unde a obținut și vânzări ridicate. Acesta a fost succedat de alte patru înregistrări, — „Te Dejo Madrid”, „Objection”, „Que Me Quedes Tu” și „The One” — ele ajutând discul de proveniență să reziste timp de mai multe săptămâni consecutive în ierarhiile de specialitate.
Recenziile realizate de critica de specialitate au fost preponderent favorabile, însă unele publicații au blamat încercarea prematură a artistei de a intra pe piața mondială printr-un material în limba engleză. În ciuda acestui aspect, discul s-a comercializat în peste cincisprezece milioane de exemplare la nivel global. Pentru a promova discul Laundry Service s-a realizat un turneu intitulat Tour of the Mongoose, acesta vizitând o serie de țări de pe toate continentele. O compilație numită Grandes Exitos a fost lansată la finele anului 2002, aceasta cuprinzând cele mai cunoscute cântece în limba spaniolă ale artistei.

## Ordinea pieselor pe disc
1. „Objection (Tango)” — 3:42
2. „Underneath Your Clothes” — 3:44
3. „Whenever, Wherever” — 3:16
4. „Rules” — 3:39
5. „The One” — 3:42
6. „Ready For The Good Times” — 4:13
7. „Fool” — 3:50
8. „Te Dejo Madrid” — 3:06
9. „Poem To A Horse” — 4:06
10. „Que Me Quedes Tú” — 4:47
11. „Eyes Like Yours (Ojos Así)” — 3:56
12. „Suerte (Whenever, Wherever)” — 3:16
13. „Te Aviso, Te Anuncio (Tango)” — 3:43